# Chamechaude

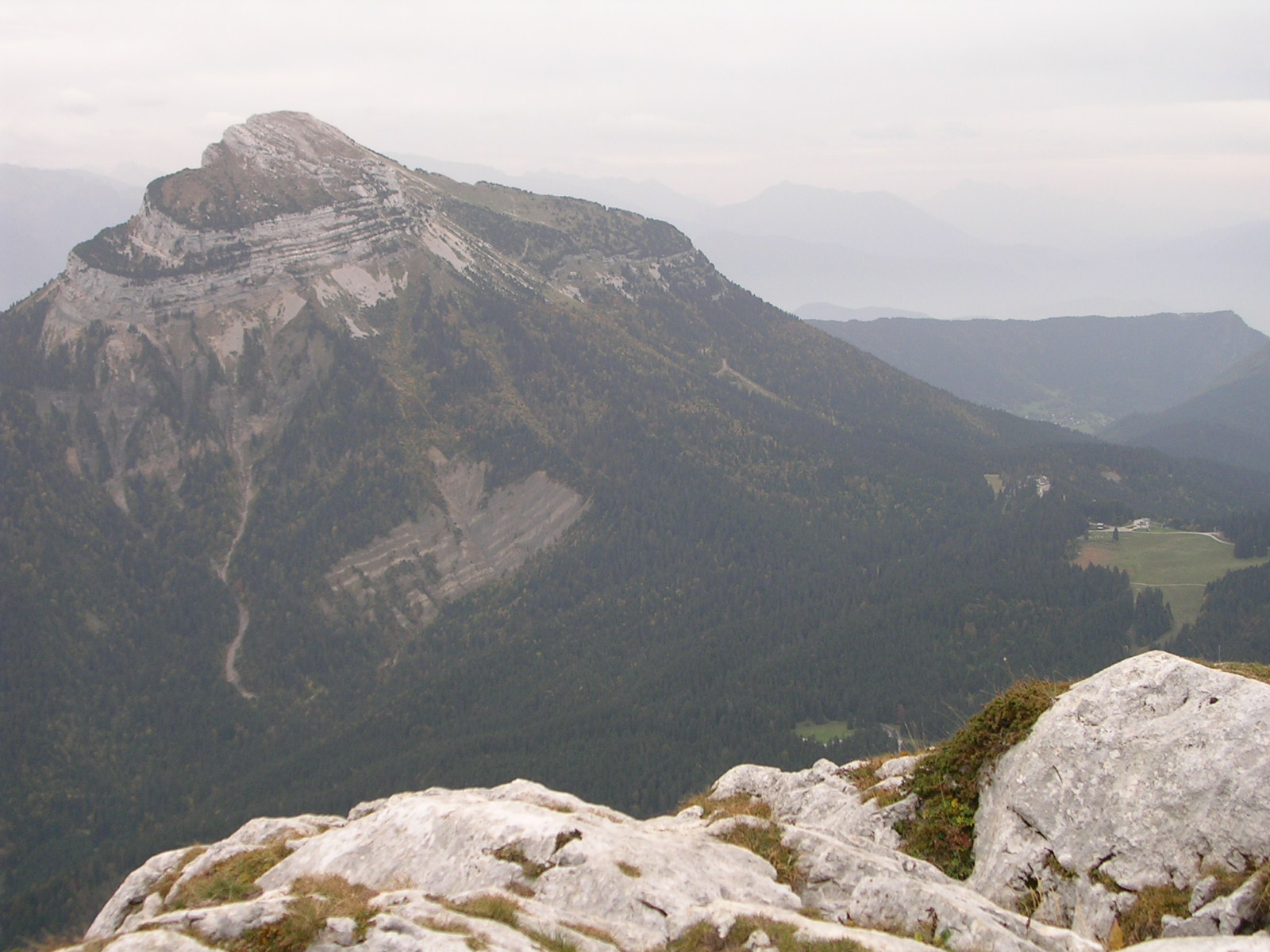
Chamechaude

De Chamechaude is de hoogste top (2082 m) van de Chartreuse, een bergmassief in de Franse Voor-Alpen. De berg ligt in het departement Isère, in het Parc naturel régional de la Chartreuse. 
De berg ligt in het zuidwesten van het bergmassief, dus dicht bij Grenoble; voor de inwoners van Grenoble is het een geliefd gebied voor ski-alpinisme.